# Ekelund, Marks kommun
Ekelund är en bebyggelse söder om Kinna i Marks kommun. Från 2020 till 2023 avgränsade SCB här en småort.